# 阿查奇卡拉山
16°31′24″S 67°59′16″W / 16.52333°S 67.98778°W
阿查奇卡拉山（Achachi Qala），是玻利維亞的山峰，位於該國西部拉巴斯省的佩德羅多明戈穆里略省，處於奇亞爾科柳山西南面，屬於安第斯山脈的一部分，海拔高度4,505米。